# Estabelecimento Prisional Militar
O Estabelecimento Prisional Militar (EPM) é um orgão do Exército Português, sediado em Tomar cuja missão é a de garantir o cumprimento das penas de prisão por condenação judicial no âmbito do Código de Justiça Militar ou do Código Penal aos militares e militarizados das Forças Armadas Portuguesas e dos corpos especiais de tropas. Como orgão de apoio a mais de um ramo, o EPM garante o cumprimento das penas ao pessoal do Exército, da Marinha, da Força Aérea e da Guarda Nacional Republicana.

## História
O EPM tem origem no Presídio Militar criado em Santarém em 1895. Em 2001 o Presídio Militar é transferido para Tomar, ocupando as instalações da anterior Casa de Reclusão de Tomar. 
A Casa de Reclusão de Tomar havia sido criada em Viseu em 1911 como Casa de Reclusão de Viseu, passando a Casa de Reclusão da 2ª Região Militar em 1926, a Casa de Reclusão da Região Militar de Coimbra em 1970. Em 1974, a Casa de Reclusão da Região Militar de Coimbra é transferida para Tomar, passando a Casa de Reclusão da Região Militar do Centro em 1975 e a Casa de Reclusão de Tomar em 1993.
Em 2006 o Presídio Militar é transformado no Estabelecimento Prisional Militar.